# Yahya al-Muzaffar

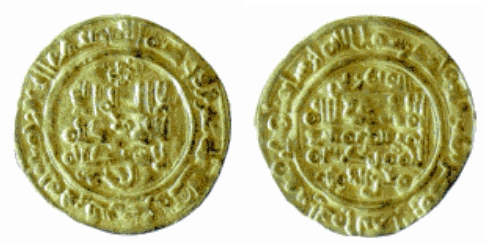
Unter Yahya al-Muzaffar im Jahr 1029 geprägte Golddinare

Yahya al-Muzaffar – arabisch يحيى المظفر, DMG Yaḥyā al-Muẓaffar – war im Taifa-Königreich von Saragossa zwischen den Jahren 1021 und 1036 der zweite Emir aus der Dynastie der Tudschibiden.

## Biographie
Yahya al-Muzaffar, mit vollständigem Namen arabisch يحيى بن المنذر التجيبي, DMG Yaḥyā b. al-Munḏir at-Tuǧībī, bezeichnete sich in Anlehnung an Almansor anfangs als Hadschib (Kammerherr) des Kalifen von Córdoba al-Qasim al-Ma'mun aus der Dynastie der Hammudiden. Als Zeichen seiner Machtstellung ließ er sein eigenes Geld prägen. Erst später nahm er den Titel arabisch المظفر, DMG al-Muẓaffar an. In seinem Taifa-Königreich regierte er in vergleichbarer Weise wie die angrenzenden christlichen Herrscher.
Yahya al-Muzaffar setzte die von seinem Vater al-Mundir I. begonnene Konsolidierungspolitik des Emirats fort und förderte Literatur und Künste. Er war um gute Beziehungen zur mächtigen Taifa von Toledo bestrebt und heiratete daher die Schwester von Ismail az-Zafir (Ismail ibn Dhi n-Nun). Aus dieser Ehe ging der Thronfolger Mundir II. hervor. Er konnte ferner auf die Treue Sulaiman ibn Huds bauen, der in Tudela und in Lérida als Gouverneur eingesetzt war. Sulaiman sollte dann seinerseits im Jahr 1039 in Saragossa die Tudschibiden ablösen und dort die Dynastie der Hudiden begründen.

### Kriegerische Auseinandersetzungen
Yahya hatte mit Sancho III. und gegen Ende seiner Regierungszeit mit dessen Söhnen García III. und Ramiro I. zu kämpfen. Er unternahm ferner Feldzüge und Überfälle bis ins obere Ebrotal, wo er Nájera verwüstete und mit Gefangenen und reicher Beute wieder zurückkehrte.

### Bauliche Erweiterung der Moschee von Saragossa
Die alte Moschee war in der Mitte des 9. Jahrhunderts von Musa ibn Musa auf 56 × 44 Meter mit einer Grundfläche von zirka 2500 Quadratmeter ausgebaut worden. Yahya begann im Jahr 1023, der Anweisung seines verstorbenen Vaters al-Mundir I. folgend, mit der Erweiterung des Bauwerks auf 86 × 54 Meter, was nahezu einer Verdoppelung der Längenausdehnung und der Grundfläche (auf rund 4.700 Quadratmeter) entspricht. Durch diesen Ausbau wurde die Moschee zu einer der größten in al-Andalus.
Das Mihrab war aus einem riesigen weißen Alabasterblock gearbeitet und wurde auf Rollen transportiert – ein delikates Unterfangen, das zu Rissen im Gesteinsblock führte.
Fener wurde ein hohes Minarett errichtet, das nach der Reconquista in einen Kirchturm umgewandelt wurde und so bis ins 17. Jahrhundert erhalten blieb. Dieser Kirchturm musste aber dann dem jetzigen barocken Turm weichen. Während der im Jahr 1999 abgeschlossenen Renovierungsarbeiten wurden zahlreiche Entdeckungen gemacht – so wurde beispielsweise der Plan des antiken Gebäudes aufgefunden sowie die Abdrücke des Minaretts auf der Außenmauer, was eine Rekonstruktion seines ursprünglichen Aussehens ermöglichte.